# To Tame a Land
"To Tame a Land" es la última canción del álbum Piece of Mind, de la banda de Heavy metal Iron Maiden.
La canción está inspirada en la novela de ciencia ficción Dune  del escritor Frank Herbert. Sin embargo, cuando Steve Harris (bajista y líder de la agrupación) requirió el permiso de dicho autor para nombrar la canción "Dune", el agente de Herbert rehusó, diciendo: "No.  Porque a Frank Herbert no le gustan las bandas de rock, particularmente las bandas de heavy rock, y especialmente bandas de rock como Iron Maiden". Eventualmente la canción debió llamarse "To Tame a Land", siendo lanzada en 1983.
La canción solamente se tocó en vivo en el "World Piece Tour", dando soporte al disco Piece of Mind en 1983.

## Versiones
"To Tame a Land" ha sido versionada por bandas como  Stille Volk (bajo el título "Adoumestica Una Terro"), así como Evoken en el recopilatorio tributo "A Call To Irons: A Tribute To Iron Maiden". También la banda de metal progresivo Dream Theater realizó un cover en el disco tributo "Maiden Heaven: A Tribute to Iron Maiden", lanzado por la revista Kerrang!.
Una versión algo polémica editó en 2010 el proyecto acústico Maiden uniteD rechazada por varios fanáticos de Maiden por haber cambiado el orden de algunos versos. Pese y por eso, es una de las versiones mejor logradas en un género completamente diferente.

## Miembros
- Bruce Dickinson - Voz
- Adrian Smith - Guitarra
- Dave Murray - Guitarra
- Steve Harris - Bajo
- Nicko McBrain - Percusión